# Acourtia venturae
Acourtia venturae là một loài thực vật có hoa trong họ Cúc. Loài này được L.Cabrera mô tả khoa học đầu tiên năm 2001.